# Philippe Habert (Politikwissenschaftler)
Philippe Habert (* 22. August 1958 in Neuilly-sur-Seine, Département Hauts-de-Seine; † 5. April 1993 in Paris) war ein französischer Politikwissenschaftler. 
Habert arbeitete als Politologe bei der Zeitung Le Figaro und war verheiratet mit Claude Chirac. 
| Personendaten    | Personendaten                                             |
| ---------------- | --------------------------------------------------------- |
| NAME             | Habert, Philippe                                          |
| KURZBESCHREIBUNG | französischer Politologe                                  |
| GEBURTSDATUM     | 22. August 1958                                           |
| GEBURTSORT       | Neuilly-sur-Seine, Département Hauts-de-Seine, Frankreich |
| STERBEDATUM      | 5. April 1993                                             |
| STERBEORT        | Paris, Frankreich                                         |